# 転注
転注（繁: 轉注、てんちゅう）とは、漢字の造字法および用字法を表す六書（りくしょ）の一つである。ただし、その内容については現在にいたるまで定説がなく、中国文字学2000年の謎である。仮借と同じく用字法であろうと言われている。

## 概要
転注について諸説紛々としているのは、六書について詳しく書かれた許慎の『説文解字』でも説明が不足しており、例字も少ないためである。また「転注」という名称からも想像しづらいことも挙げられる。『説文解字』には「建類一首、同意相受、考・老是也」（類を建つること一首、同意相い受く。考・老これなり）とある。この「一首」が何かを巡って大きく説が分かれており、あるものは韻や音を同じくする一首だといい（考と老の韻は同じアウである）、あるものは字形を同じくする一首だといい（考と老は同じく老（おいがしら）を部首とする）、あるものは字義を同じくする一首だとする（考と老とは、同じく「としより」という意味がある）。「転」は転化と考えられ、転化するものが何かについて音転説・形転説・義転説の三説に大きく分かれる。

## 諸説
以下、著名な学者の諸説をいくつか挙げる。
顧炎武『音学五書』
ある漢字が音を転化させることによって意味を分化させることをいう。例えば、「長」はchang2で「ながい」の意味であるが、zhang3の発音を持つことによって「そだつ」の意味を表すようになった。

江声「六書説」
意味の類型を同じくするものは同じ部首の下に属させるという原則をいう。江声は、「建類一首」を字形により部首と建てることと考え、「同意相受」は意味が同類であるものを同じ部首の下に属させることと考えた。

戴震「答江慎修論小学書」
お互いに意味を注釈しあう文字同士をいう（互訓説）。戴震は、『説文解字』の「考」の字の下に「老なり」という注釈があり、「老」の字の下に「考なり」と注釈しているのに着目し、「転じて相注と為り、互いに相訓と為る」ものとした。この互訓説は段玉裁の『説文解字注』にも採用されている。

朱駿声『説文解字通訓定声』
ある漢字に新たな意味が引申されて作られたとき、新たな字を作ることをせず、もとの字をそのまま使うことをいう。「令」や「長」を例として挙げており、「長」は距離的な「ながい」から時間的な「ながい」が生じ、植物や人間が「そだつ」こと、「おさ」と意味が生じていくにもかかわらず、同じ漢字が用いられることを転注とした。『説文解字』の本文に拘らない独自の解釈であり、朱駿声は、漢字に新しい意味が生じる原理を説明するのに、仮借とは異なる原理を転注と定義した。

河野六郎「転注考」
ある漢字を音も違う他の語を表すために転用することをいう。同字異語（homograph）のうち、仮借のように音の繫がりによって転用されたものではなく意味的な繫がりによって転用されたものを転注と定義している。「楽」に「ガク yue；音楽」という語と「ラク le；たのしい」という語があることなどが例に挙げられている。日本の国語辞典では、この説を記載しているものが多く見られる。